# Тепляки (Бураєвський район)
Тепляки́ (рос. Тепляки, башк. Тепляк) — село у складі Бураєвського району Башкортостану, Росія. Адміністративний центр Тепляківської сільської ради.
Населення — 269 осіб (2010; 377 у 2002).
Національний склад:
- башкири — 53 %
- росіяни — 29 %